# Aphycoides
Aphycoides är ett släkte av steklar som beskrevs av Mercet 1921. Aphycoides ingår i familjen sköldlussteklar.
Kladogram enligt Catalogue of Life och Dyntaxa:
| Aphycoides | \| \| Aphycoides clavellatus \| \| \| \| \| \| Aphycoides cypris \| \| \| \| \| \| Aphycoides fuscipennis \| \| \| \| \| \| Aphycoides matritensis \| \| \| \| \| \| Aphycoides niger \| \| \| \| \| \| Aphycoides speciosus \| \| \| \| \| \| Aphycoides tenuis \| \| \| \| |
|            | \| \| Aphycoides clavellatus \| \| \| \| \| \| Aphycoides cypris \| \| \| \| \| \| Aphycoides fuscipennis \| \| \| \| \| \| Aphycoides matritensis \| \| \| \| \| \| Aphycoides niger \| \| \| \| \| \| Aphycoides speciosus \| \| \| \| \| \| Aphycoides tenuis \| \| \| \| |
|            | Aphycoides clavellatus |
|            | |
|            | Aphycoides cypris |
|            | |
|            | Aphycoides fuscipennis |
|            | |
|            | Aphycoides matritensis |
|            | |
|            | Aphycoides niger |
|            | |
|            | Aphycoides speciosus |
|            | |
|            | Aphycoides tenuis |
|            | |